# Barcelona Ladies Open 1972
Il Barcelona Ladies Open 1972 è stato un torneo di tennis giocato sulla terra rossa. È stata la 1ª edizione del torneo, che fa parte dei Tornei di tennis femminili indipendenti nel 1972. Si è giocato al Real Club de Tenis Barcelona di Barcellona in Spagna, dal 16 al 22 ottobre 1972.

## Campionesse

### Singolare
Gail Sherriff ha battuto in finale  Nathalie Fuchs con il punteggio di 6–1, 6–4

### Doppio
Gail Sherriff /  Nathalie Fuchs hanno battuto in finale  Michèle Gurdal /  Monique Van Haver con il punteggio di 6–4, 6–2